# فلک‌زده
«فلک‌زده» (به انگلیسی: Unraveling) اولین تک‌آهنگ آلبوم خاطره روزگار سرد اثر گروه هوی متال سونداست می‌باشد. این ترانه در ۲۲ فوریه، ۲۰۱۰ وارد ایستگاه‌های رادیویی راک آمریکا شد. همچنین در ۵ مارس، در آی تونز هم انتشار یافت. موزیک ویدئوی این ترانه نخست در بیستم آوریل ۲۰۱۰ از طریق شبکه‌های MTV و MTV2 پخش شد.

## پدید آورندگان
- لجون ویترسپون: آواز
- جان کانولی: ریتم گیتار
- کلینت لووری: لید گیتار
- وینس هورنزبی: گیتار بیس
- مورگان روس: درامز